# 浮士德球

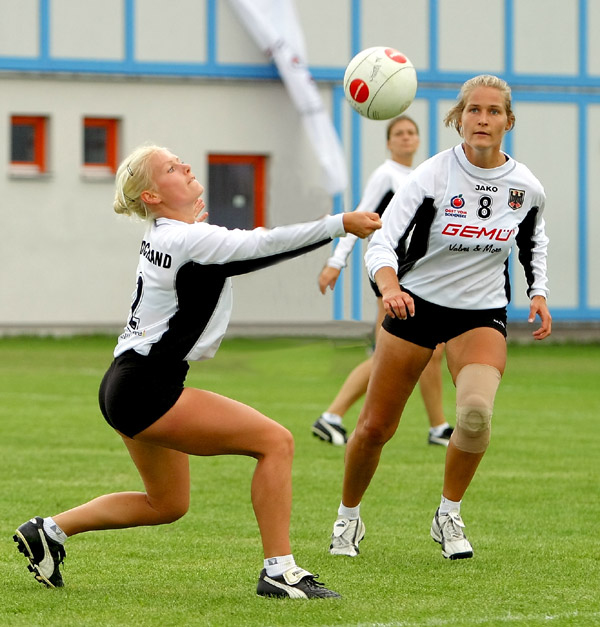
一個浮士德球員試著要擊球

浮士德球（英語：Fistball），又叫拳球或草地排球，是一個非常古老的運動，主要流行在德語系或義大利語系的國家，目前有些歐洲國家也將浮士德球列為中學或小學的教材。其規則類似排球，通常在戶外的草地上舉行，不過只允許用單手的拳或手臂擊球，而在擊球之前，允許球落地反彈一次。浮士德球是世界運動會的正式競賽項目之一。
浮士德球的中文名稱是來自其德文名稱（faustball）音譯而來。目前全世界約有50萬人從事浮士德球運動。

## 歷史
目前最早對於此運動的紀錄在240年由羅馬皇帝戈爾迪安三世（Gordian III）所舉辦。浮士德球的義大利文規則由 Antonius Scaiono 於1555年所撰寫。歌德在1786年於日記《An Italian Journey》中提到四位來自維羅納的貴族與四位威尼斯人之間的浮士德球比賽。

## 簡介
浮士德球和排球、網球相同，球場都被網子分為二部份，而運動進行中都需要將球從一方的場地擊到另一方的場地。浮士德球的玩法則是要設法將球擊到對手場地，即使在一次落地反彈後仍讓對手無法擊到球。在球過網之後，對方五名球員最多共有三次擊球的機會，而在擊球之前允許球落地反彈一次。
浮士德球可在室內或室外進行。男子室外的浮士德球比賽場地是在長50公尺、寬20公尺的場地舉行。球網在場地中央，高二公尺，將場地分為二個半場。發球線在球網前三公尺之處。球是用皮革製成，圓周最大68公分，重量最多380克，球內氣壓約0.75bar，球賽可以用五戰三勝制或三戰二勝制進行。
男子組的浮士德球是世界運動會的正式競賽項目之一，在2009年世界運動會，巴西打敗瑞士，獲得冠軍。
除此之外，每四年會有一次國際浮士德球錦標賽（Fistball World Championship），分為男子組及女子組。最近一次是在2007年，男子組由奧地利獲得冠軍，女子組由瑞士獲得冠軍。奧地利也是2008年歐洲浮士德球錦標賽的冠軍。

## 浮士德球在台灣
由於浮士德球在中歐或是德裔、義裔移民的國家較風行，在台灣並不廣為人知。但自2006年台灣正式成為國際浮士德球總會會員國開始，相關推廣就在進行。2007年第12屆世界盃浮士德球錦標賽，台灣獲得第10名成績；2009年高雄世運，中華代表隊在浮士德球比賽中獲得第六名，進步迅速，惟目前仍待政府與民間共同推廣。

## 外部連結
- （英文）國際浮士德球協會 （页面存档备份，存于）
- （英文）ifa-fistball.com （页面存档备份，存于）